# Florian Geyer

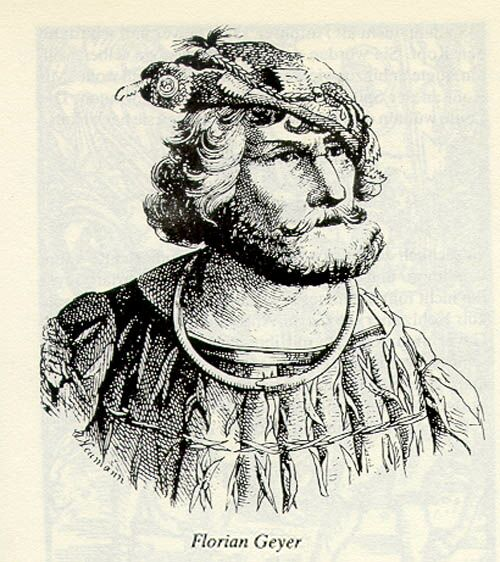
Florian Geyer.

Florian Geyer, född omkring 1490 på Geyerschloss i Giebelstadt, Unterfranken, död 10 juni 1525 i Gramschatzer Wald i närheten av Würzburg, var en tysk bondeledare under tyska bondekriget.
När fadern Dietrich Geyer och hans två äldre bröder dog 1492 ärvde Florian Geyer familjens slott och egendomar. Mellan 1512 och 1513 vistades han som gäst vid Henrik VIII:s hov. År 1519 tjänstgjorde han under Kasimir av Brandenburg-Kulmbach i schwabiska förbundets armé under deras aktion mot Ulrich av Württemberg och Götz von Berlichingen.
År 1525 anslöt han sig till de upproriska bönderna och blev en av deras ledare. Geyer förordade alla ständers rättsliga likställighet och främjade därför förstörande av rovriddarborgarna och indragning av kyrkogods. Han mördades i juni 1525 på flykt från Rothenburg ob der Tauber. 

## Eftermäle
Friedrich Engels framställde Geyer som en revolutionär av kommunistiskt snitt i sitt verk Tyska bondekriget. I boken hävdar Engels att kriget i första hand var en klasskamp om kontrollen över gårdar och gruvor. I den andan uppkallades Grenzregiment 3 Florian Geyer ur Östtysklands gränstrupper efter honom.
Geyer var också hjälten i Gerhart Hauptmanns historiska drama Florian Geyer 1896. Han inspirerade även till den tyska folkvisan från mellankrigstiden, Wir sind des Geyers schwarzer Haufen som hade ett starkt antiklerikalt och antiadelsbudskap. Sången var ingick i de officiella sångböckerna för både nazistpartiet och Östtyskland.
Geyer ansågs också vara en heroisk gestalt av Adolf Hitler och det nationalsocialistiska partiet. En division inom Waffen-SS, 8. SS-Kavallerie-Division Florian Geyer, uppkallades efter honom i mars 1944.